# Ley de Bases y Puntos de Partida para la Libertad de los Argentinos
La Ley 27.742, cuyo nombre oficial es Ley de Bases y Puntos de Partida para la Libertad de los Argentinos, más conocida simplemente como Ley Bases, es una ley ómnibus presentada el 27 de diciembre de 2023 por el Gobierno de Javier Milei y aprobada el 12 de junio de 2024 por el Congreso de la Nación Argentina. Con algunas reformas, volvió a la Cámara de Diputados, siendo aprobada con las reformas del Senado el 27 de junio de forma definitiva. Su nombre está inspirado en la obra Bases y puntos de partida para la organización política de la República Argentina de Juan Bautista Alberdi.
El proyecto contiene poco más de 250 artículos que plantean reformas administrativas, económicas, financieras, laborales, fiscales y previsionales.
Contiene delegaciones legislativas al Poder Ejecutivo Nacional de emergencia pública en materia administrativa, económica, financiera y energética hasta junio de 2025, y crea un régimen de incentivo para grandes inversiones.

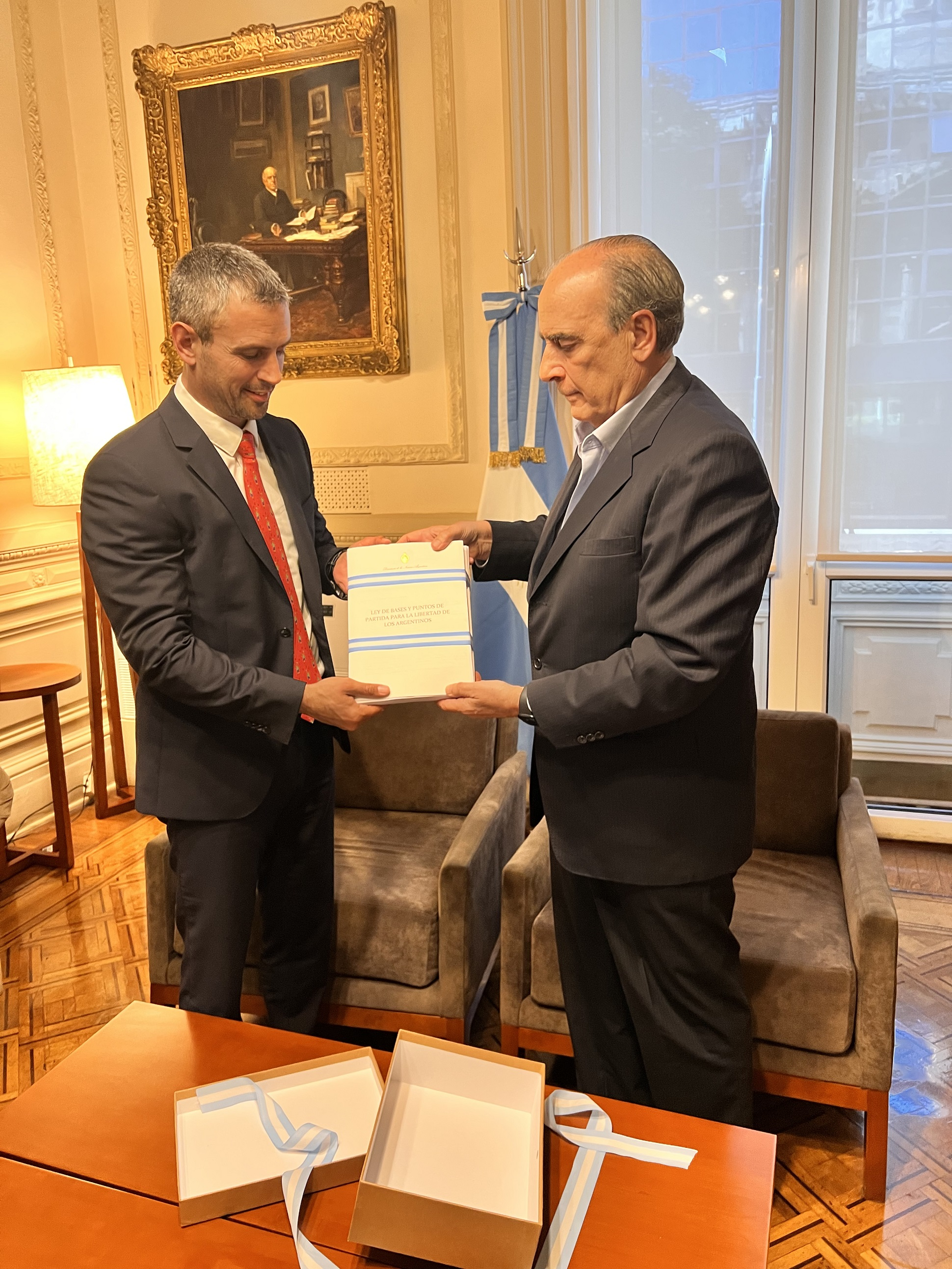
El ministro del Interior Guillermo Francos entregando el proyecto de ley original al presidente de la Cámara de Diputados, Martín Menem, 27 de diciembre de 2023.

## Contexto
El proyecto de ley fue enviado al Congreso, luego de la emisión del Decreto de Necesidad y Urgencia 70/2023, para sancionar o reformar sectores que no son facultad del poder ejecutivo ya que la Constitución establece que sólo el poder legislativo puede sancionar impuestos, reformas electorales y del Código Penal.

## Contenido original
El proyecto en su versión original contenía 664 artículos más anexos. En ellos se encontraban:

### Declaración de emergencia pública
Declara la emergencia pública en materia económica, financiera, fiscal, previsional, de seguridad, defensa, tarifaria, energética, sanitaria, administrativa y social hasta el 31 de diciembre de 2025, con la posibilidad de que el ejecutivo prorrogue el plazo hasta 2 años más.

### Ratificación del DNU 70/2023
El artículo 654 ratifica el Decreto de Necesidad y Urgencia N° 70/23.

### Desregulación económica
Establece la derogación de varias leyes o decretos, entre los que se encuentran:
- «Ley N° 25.542 - Ley de defensa de la actividad librera»[10]
- «Ley N° 23.727 - Instalación y uso de sistemas para recepción de señales de radiodifusión proveniente de satélites»[11]
- «Ley N° 27.442 - Ley de defensa de la competencia»[12]

Entre las modificaciones se encuentran algunas de las siguientes leyes:
- «Decreto N° 2753/91» (se elimina el impuesto que pudiese aplicarse a los bienes que viajeros ingresen al país sin un fin comercial)[13]
- «Ley N° 23.184  - Régimen Penal y Contravencional para la violencia en los citados eventos. Responsabilidad Civil»  (se permite la reventa de entradas a espectáculos deportivos)[14]
- «Decreto N° 2753/91» (No se pide formularios para el ingreso de productos mediante el régimen de equipaje que no se pueda presumir que tienen fines comerciales)[15]

### Derechos de exportación
Aumenta la alícuota del 31 % al 33 % para los subproductos de la soja y retenciones cero para una serie de productos, entre los que se encuentran los olivícolas, arroceros, cueros bovinos, lácteos, frutícolas exceptuando el limón, hortícolas, entre otros. A diferencia del resto, el sector vitivinícola recibiría un aumento de la alícuota del 8 %.

### Empresas del Estado
Se propuso la privatización de empresas y sociedades del Estado, o con mayoría estatal, entre las que se encuentran: Aerolíneas Argentinas; Arsat; AySA; Banco Nación Argentina; Banco de Inversión y Comercio Exterior S.A.; Casa de Moneda S.A., Correo Argentino; Enarsa; Ferrocarriles Argentinos; Yacimientos Petrolíferos Fiscales; Operadora Ferroviaria, entre otras.

### Sistema previsional
Se suspende la aplicación de la fórmula de movilidad jubilatoria que se utiliza para actualizar los haberes. Se faculta al Poder ejecutivo nacional a realizar aumentos periódicos atendiendo prioritariamente a los beneficiarios de más bajos ingresos, hasta que se aplique una fórmula automática.

### RIGI
Se propone Régimen de Incentivo para Grandes Inversiones (RIGI), que brinda incentivos tributarios, aduaneros y cambiarios, con el objetivo de promover el desarrollo de inversiones productivas y de infraestructura. Con una duración del programa de dos años con la posibilidad de extenderlo una más y considerando como "grandes inversores" a las inversiones de 200 millones de dólares estadounidenses, entre los beneficios que trae el RIGI durante 30 años para los inversores se encuentra:
1. Devolución acelerada de los saldos a favor del titular de la inversión no superior a tres meses en lo que respecta al IVA
2. Exención de derechos de importación para bienes de capital, insumos, repuestos y partes.
3. Reducción de la alícuota del impuestos de Ganancias al 25% fijo.
4. Disponibilidad liberada de divisas para exportaciones de manera gradual (20% el primer año, 40% el segundo y 100% a partir del tercero).

Entre las críticas al RIGI se menciona en medios y especialistas que:
1. Competencia desleal, ya que quienes no se encuentran en este régimen deben importar con aranceles.
2. La exclusión de PyMES al poner el monto de ingreso en 200 millones de dólares estadounidenses.
3. La posible anticonstitucional en lo que respecta a la autonomía de las provincias y municipios sobre las modificaciones en materia impositiva.
4. La no priorización de proveedores locales para las inversiones realizadas.

## Contenido modificado

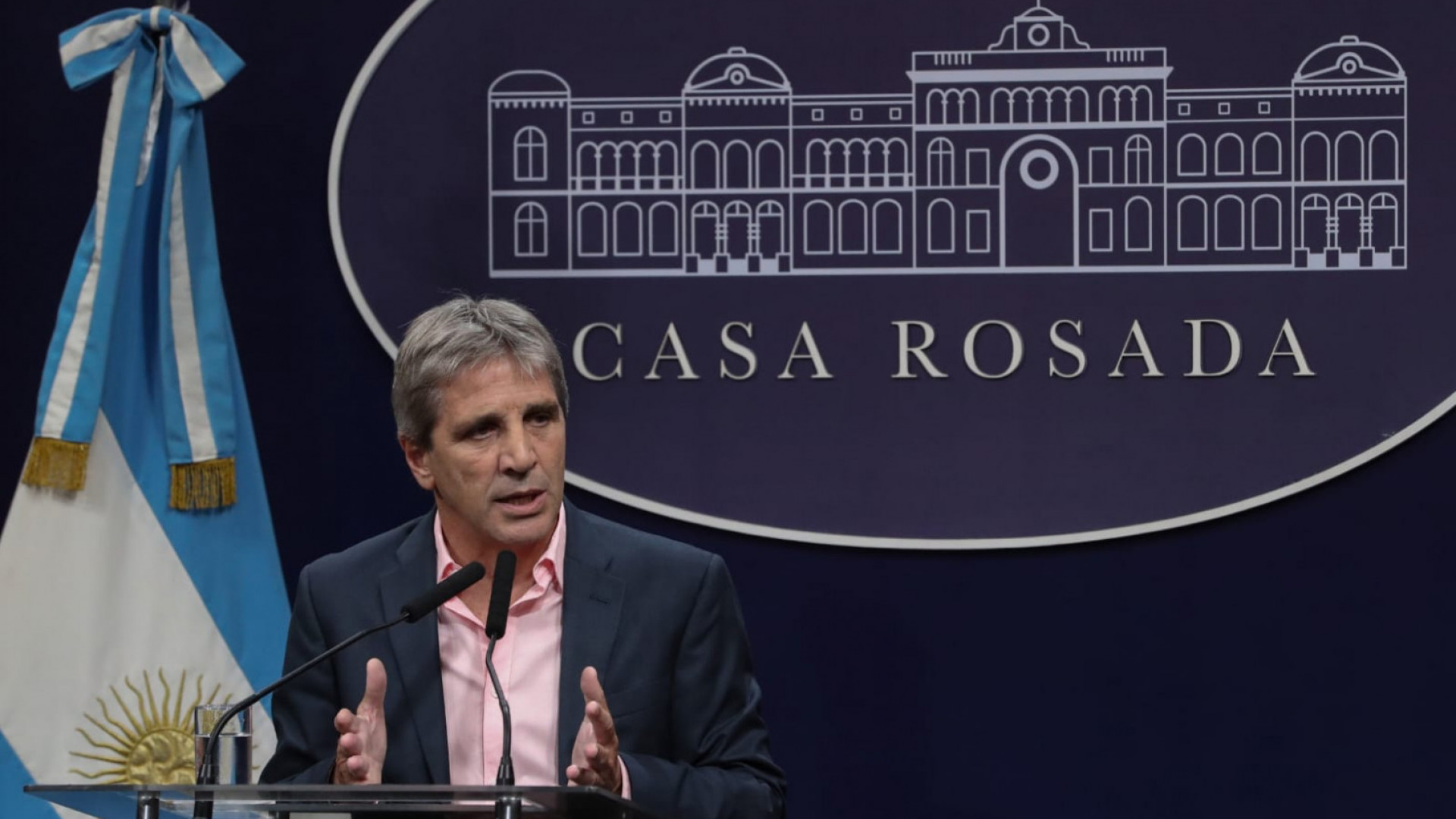
Luis Caputo anuncia la quita del capítulo fiscal, 26 de enero de 2024.

El primer cambio que se presentó en el proyecto de ley, el 22 de enero de 2024, fue una modificación en la nueva fórmula de movilidad jubilatoria, una modificación en el tiempo que se le otorga delegaciones al Poder Ejecutivo de un año menos, se quitó el artículo que ratificaba al DNU 70/2023, se excluyó a la empresa estatal Yacimientos Petrolíferos Fiscales (YPF) de las empresas propuestas para privatizar y las empresas Arsat, Banco Nación y Nucleoeléctrica quedando para privatizarse parcialmente.
El 26 de enero de 2024 el ministro de Economía Luis Caputo anunció el segundo cambio en el proyecto de ley, que consistió en la quita del capítulo fiscal que proponía un blanqueo de capitales, una moratoria de deudas impositivas, una suba de impuestos y una subida de las retenciones.
Tras la vuelta a foja cero el 6 de febrero de 2024, se volvió a modificar el contenido del proyecto. Con una minoría oficialista notable en el Congreso —38 diputados sobre 257 totales y 7 senadores sobre 72—, el Gobierno se vio obligado a negociar el contenido de la ley con los partidos Propuesta Republicana (PRO), la Unión Cívica Radical (UCR) y Hacemos Coalición Federal —un bloque que reúne legisladores peronistas federales, republicanos, entre otros—. La versión que aprobó la Cámara de Diputados el 30 de abril de ese mismo año, presentó una serie de diferencias entre las que se encontraban, la reducción de emergencias públicas a declarar de 11 a 4 (administrativa, económica, financiera y energética), el número de empresas a privatizar bajó a 9, quedando excluida Banco Nación y al alcance de privatizar parcialmente a Aysa, Correo Argentino, Trenes Argentinos Cargas; Trenes Argentinos Operaciones y Corredores Viales, se restituyó el blanqueo de capitales eliminado en la segunda versión del proyecto de ley, y se restituyó el impuesto a las ganancias que había sido eliminado por el Congreso el año anterior.
Para el tratamiento en la Cámara de Senadores, el proyecto volvió a ser modificado. El nuevo proyecto no incluyó el capítulo que eliminaba la moratoria previsional, se quitó de las empresas privatizables a Aerolíneas Argentinas, Correo Argentino y Radio y Televisión Argentina y se limitaron las industrias alcanzadas por el RIGI a solo 5 (foresto industria, infraestructura, minería, energía y tecnología), entre otras cosas. Esta versión fue aprobada por la Cámara de Senadores (con el apoyo de 23 senadores de Juntos por el Cambio, y la totalidad de los senadores de La Libertad Avanza(7), Unidad Federal (3), Unión por Concordia (2), y Juntos somos Río Negro(1); y el rechazo de los bloques de Unión por la Patria (33), Por Santa Cruz (2) y el radical Martín Lousteau, lo que llevó a un empate 36-36 y el posterior voto afirmativo de la vicepresidenta Victoria Villarruel.
Finalmente, tanto la ley como el paquete fiscal lograron una sanción definitiva en la Cámara de Diputados, el 27 de junio de 2024, respetando las modificaciones realizadas por el Senado.

## Tratamiento legislativo
El 2 de febrero de 2024 el proyecto obtuvo media sanción para el dictamen de la mayoría por parte de la Cámara de Diputados con 144 votos afirmativos, 109 negativos y ninguna abstención.
El 6 de febrero de 2024, a poco de iniciado el tratamiento artículo por artículo, el proyecto volvió a foja cero tras la interrupción del tratamiento por parte del oficialismo con la intención de que vuelva a ser tratado en comisiones. El Gobierno, una vez dada a conocer los resultados, calificó de "traidores" a varios diputados de Unión Cívica Radical, Hacemos Coalición Federal e incluso a su exintegrante Carolina Píparo después de haber recibido de sus partes votos en contra en el tratamiento de la ley en particular.
El 30 de abril de 2024, el proyecto, con una serie de modificaciones, volvió a tratarse en la Cámara de Diputados, siendo este aprobado de manera general y siendo todos sus capítulos aprobados también.
El 12 de junio, tras un mes y medio de discusiones en el Plenario de Comisiones, finalmente es tratado en el recinto y alrededor de las 22:30 horas, se realiza la votación quedando en empate por 36 a 36, haciendo que la Presidenta del Senado, Victoria Villarruel, desempate de manera afirmativa la ley. 
Luego se procedió al tratamiento en particular donde se aprobaron todos los artículos, pero con algunas modificaciones, el proyecto volvió a diputados para su última revisión, Con  147 votos afirmativos, fue aprobada en general.

Hoy vimos dos Argentinas: una violenta, que incendió autos y que arrojó piedras, y que debate el ejercicio de la democracia. Y otra, la de los trabajadores, que están esperando con mucho dolor y sacrificio que se respete la votación que en noviembre del año pasado eligió un cambio. Por esos argentinos que sufren, que esperan que se cambiara una situación que se perpetuó en el dolor por muchos años, que no quieren ver a sus hijos irse del país, y que merecen el orgullo de ser argentinos, y pensando por siempre en todo  por Argentina: mi voto es afirmativo, a la orden del día 37/24.
Victoria Villarruel

El 27 de junio, la Cámara de Diputados, tras 6 meses de discusión legislativa, dio sanción definitiva a la ley y al paquete fiscal, respetando las modificaciones realizadas por el Senado anteriormente.

### Cámara de Diputados

#### Primer tratamiento
Resultado de la votación:
| Fecha                                                     | Voto | Voto |    |    |    |    |    |   |   | Indep. | BSL |   |   |   |   |   | Total   |
| --------------------------------------------------------- | ---- | ---- | -- | -- | -- | -- | -- | - | - | ------ | --- | - | - | - | - | - | ------- |
| 2 de febrero de 2024 Mayoría absoluta requerida (129/257) | Sí   |      |    | 38 | 37 | 32 | 17 | 9 |   | 3      | 2   | 1 | 2 | 1 | 1 | 1 | 144/256 |
| 2 de febrero de 2024 Mayoría absoluta requerida (129/257) | No   |      | 97 |    |    | 2  | 4  |   | 5 |        |     | 1 |   |   |   |   | 109/256 |
| 2 de febrero de 2024 Mayoría absoluta requerida (129/257) | Aus. |      | 2  |    |    |    | 1  |   |   |        |     |   |   |   |   |   | 3/256   |

#### Segundo tratamiento
Resultado de la votación:
| Fecha                                                    | Voto | Voto |    |    |    |    |    |   |   | Indep. |   | BSL |   |   |   |   | Total   |
| -------------------------------------------------------- | ---- | ---- | -- | -- | -- | -- | -- | - | - | ------ | - | --- | - | - | - | - | ------- |
| 29 de abril de 2024 Mayoría absoluta requerida (129/257) | Sí   |      |    | 37 | 36 | 30 | 18 | 8 |   | 3      | 3 | 2   | 1 | 2 | 1 | 1 | 142/256 |
| 29 de abril de 2024 Mayoría absoluta requerida (129/257) | No   |      | 98 |    |    |    | 3  |   | 5 |        |   |     |   |   |   |   | 106/256 |
| 29 de abril de 2024 Mayoría absoluta requerida (129/257) | Abs. |      |    |    |    | 4  | 1  |   |   |        |   |     |   |   |   |   | 5/256   |
| 29 de abril de 2024 Mayoría absoluta requerida (129/257) | Aus. |      | 1  |    | 1  |    |    |   |   |        |   |     | 1 |   |   |   | 3/256   |

#### Sanción definitiva
Resultado de la votación:
| Fecha                                                    | Voto | Voto |    |    |    |    |    |   |   |   | Indep. |   | BSL |   |   |   |   | Total   |
| -------------------------------------------------------- | ---- | ---- | -- | -- | -- | -- | -- | - | - | - | ------ | - | --- | - | - | - | - | ------- |
| 28 de junio de 2024 Mayoría absoluta requerida (129/257) | Sí   |      |    | 38 | 37 | 34 | 13 | 8 |   | 5 | 3      | 3 | 2   | 1 | 2 | 1 | 1 | 147/256 |
| 28 de junio de 2024 Mayoría absoluta requerida (129/257) | No   |      | 99 |    |    |    | 3  |   | 5 |   |        |   |     |   |   |   |   | 107/256 |
| 28 de junio de 2024 Mayoría absoluta requerida (129/257) | Abs. |      |    |    |    |    |    |   |   | 1 |        |   |     | 1 |   |   |   | 2/256   |

### Cámara de Senadores
Resultado de la votación:
| Fecha                                                  | Voto | Voto |    |    |   |   |   |   |   |   |   | Total |
| ------------------------------------------------------ | ---- | ---- | -- | -- | - | - | - | - | - | - | - | ----- |
| 12 de junio de 2024 Mayoría absoluta requerida (37/72) | Sí   |      |    | 12 | 7 | 6 | 6 | 3 |   | 1 | 1 | 37/73 |
| 12 de junio de 2024 Mayoría absoluta requerida (37/72) | No   |      | 33 | 1  |   |   |   |   | 2 |   |   | 36/73 |

## Reacciones
El 24 de enero de 2024 la Confederación General del Trabajo realizó un paro general rechazando al decreto de necesidad y urgencia 70/2023 y al proyecto de ley, movilizándose principalmente frente al Congreso. Participó en la manifestación el gobernador de la provincia de Buenos Aires Axel Kicillof. Para apoyar el paro general se realizaron movilizaciones internas en ciudades de las provincias de Salta, Mendoza, Santa Fe, San Luis, Buenos Aires y Río Negro, y en el exterior en ciudades de países como Francia, Italia, Reino Unido, Países Bajos, Bélgica, España, Alemania, Uruguay, Brasil, México, Paraguay, Chile y Bolivia. Según la opinión del vocero presidencial, Manuel Adorni, el acatamiento al paro es considerado por el Gobierno como "muy bajo".

### Protestas afuera del Congreso
Durante las protestas en las afueras del Congreso por el debate de la ley en Diputados en febrero del 2024, ocurrieron incidentes. Se registró represión por parte de las fuerzas federales de seguridad sobre manifestantes utilizando balas de goma, gas pimienta y camiones hidrantes. Entre los manifestantes heridos, destacan 26 periodistas pertenecientes a distintos medios de comunicación que se encontraban registrando la manifestación. Esta situación provocó el repudio del Sindicato de Prensa de Buenos Aires (SiPreBA), que expresó:

Llamamos a cesar el accionar represivo en las jornadas por venir y exigimos que nuestros compañeros y compañeras puedan realizar su tarea periodística en paz, sin agresiones ni impedimentos. La libertad de prensa es un pilar fundamental de la democracia que debe ser defendido, garantizado y respetado por todos los poderes del Estado y por todos los sectores políticos y económicos que forman parte de nuestra sociedad.
SiPreBA

Acerca de los incidentes, la ministra de Seguridad Patricia Bullrich declaró:

Si anuncian que vienen, las fuerzas de seguridad van a estar hoy, sino (sic) estarán las guardias normales. Si se cansan y no van más, para nosotros mucho mejor. Hace calor y son días difíciles para trabajar en la calle, pero vamos a cuidar el Congreso, la sesión y el orden público para que la Argentina sea un país normal y no un país bajo ataques de piedras y palos permanentemente.

Tras el operativo policial, la ministra de seguridad confirmó 18 detenidos (entre ellos 2 fotógrafos de origen chileno). Los fotógrafos eran pertenecientes a la Red por la Defensa de los Derechos Humanos y la Democracia, de los cuales uno de ellos además había participado durante el estallido social ocurrido en Chile en 2019 y 2020.
Durante las protestas en las afueras del Congreso por el debate de la ley en Senadores en junio del 2024, ocurrieron incidentes. Mientras se discutía la ley que más tarde se aprobaría, miles de personas se manifestaron en las afueras de forma pacífica hasta que se registraron incidentes mientras manifestantes quisieron eludir las vallas presentes alrededor de las 16 horas, a la vez que tanto las fuerzas federales como porteñas intentaron desalojar la protesta en la calle Hipólito Yrigoyen a la altura de avenida Entre Ríos. En esos instantes empezaron los piedrazos y botellazos de algunos manifestantes en rechazo, que terminó en una escalada donde las fuerzas de seguridad empezaron a reprimir sin distinción con balas de goma, gases lacrimógenos y camiones hidrantes. Los incidentes en la marcha opositora fueron calificados como “sedición” y “golpe de Estado” por parte del Gobierno, que felicitó la represión llevada a cabo. El 14 de junio se detuvieron a 33 personas en los incidentes, los cuales son activistas sociales, estudiantes universitarios, delegados gremiales y un vendedor ambulante. Los presuntos delitos que se marcaron fueron resistencia a la autoridad, lesiones, daños y atentar contra el orden constitucional. Al día siguiente se excarcelaron a 17 de los detenidos. Luego el 18 de junio se liberaron a 11 detenidos más por falta de mérito, quedando en dicha fecha 5 detenidos en prisión preventiva de los 33 originales.

### Gobierno Argentino
Luego de la aprobación de la Ley Bases, el presidente Javier Milei  se hizo eco de los hechos publicando en su cuenta de X con un dibujo que lo mostraba a sí mismo y a la vicepresidenta Victoria Villarruel acompañada del breve texto: «Viva la libertad, carajo» Así mismo se anunciaron a favor de la aprobación de la Ley Bases; la ministra de seguridad, Patricia Bullrich. El jefe de gabinete, Guillermo Francos. El vocero presidencial, Manuel Adorni. El ministro de defensa, Luis Petri. El ministro de economía, Luis Caputo, entre otros.